# Georg Gebel starszy
Georg Gebel starszy (ur. 1685 we Wrocławiu, zm. ok. 1750 tamże) – niemiecki kompozytor i organista, ojciec kompozytorów Georga Gebela młodszego i Georga Siegmunda Gebela.
Początkowo kształcił się muzycznie u F.T. Winklera, kontynuował naukę muzyczną u Gottfrieda Heinricha Stölzela. W latach 1709–1712 był organistą w farze w Brzegu, gdzie narodził się w 1709 jego syn, również Georg Gebel. W latach 1713–1744 był organistą, a od 1714 także dyrektorem muzycznym w kościele św. Krzysztofa we Wrocławiu.
Komponował głównie oratoria, kantaty i utwory organowe. Był także budowniczym instrumentów muzycznych  według własnego pomysłu zbudował m.in. ćwierćtonowy klawikord i klawesyn o 6-oktawowej skali.